# Засавци
Засавци (Зашевац, Зашовци; на словенски: Zasavci) е село в Словения, Подравски регион, община Ормож. Според Националната статистическа служба на Република Словения през 2015 г. селото има 60 жители.